# Meanguera del Golfo

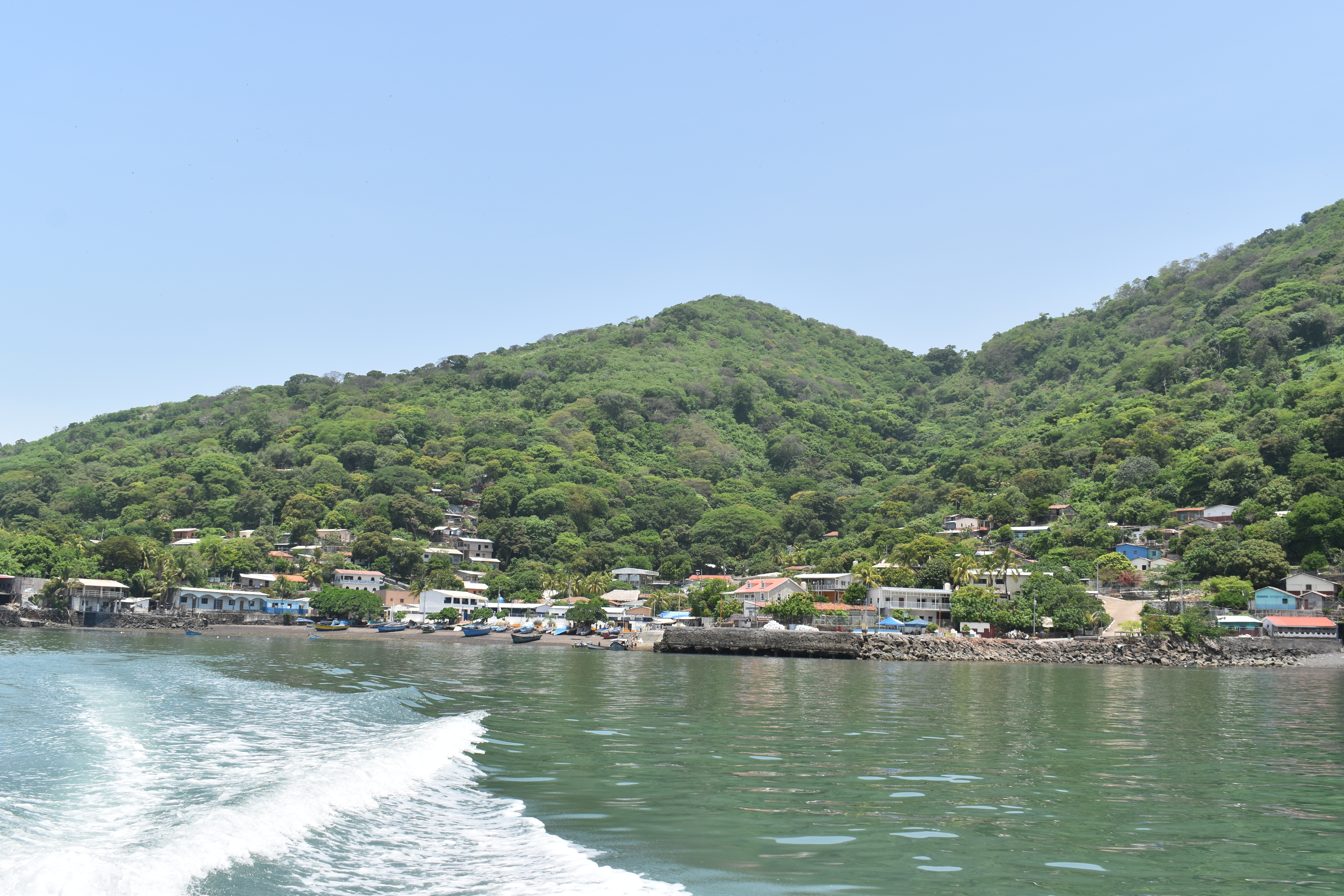
Meanguera del Golfo (2017)

Meanguera del Golfo ist ein Municipio im Departamento La Unión von El Salvador. Der Sitz der Gemeindeverwaltung Alcaldía Municipal de Meanguera del Golfo befindet sich auf der Insel Isla Meanguera del Golfo und liegt im Barrio El Centro.
Am 17. Juni 1916 wurden per Dekret des damaligen Präsidenten Carlos Meléndez der Insel die Stadtrechte verliehen und die Gemeindeverwaltung der Insel und benachbarter Inseln in 3 Landkreise (Cantones) und 13 Dörfer (Caseríos) gegliedert, sie gehört zum Departamento La Unión. Vorsitzender der Verwaltung ist Luis Antonio Dheming Almendáres (Partei: ARENA).
Im Jahr 2012 waren 40 % der Bevölkerung der Gemeinde an die Trinkwasserversorgung angeschlossen und mehr als 90 % an die Stromversorgung.

## Gemeindegliederung
- El Salvador o Zambullido (Canton)
  - El Salvador o Zambullido, La Negra, Conacastal o Guanacastal, El Peladero, Amatillo, Gigante e El Cedro (Caseríos)
- Guerrero o El Majagual
  - Guerrero o El Majagual, La Periquera, El Corozal e La Agüedeja
- Isla Conchagüita
  - Isla Conchagüita, El Líbano